# Роммель, Адриен
Адриен Жери Роммель (фр. Adrien Géry Rommel, 4 августа 1914 — 21 июня 1963) — французский фехтовальщик-рапирист, многократный олимпийский чемпион и чемпион мира.

## Биография
Родился в 1914 году в Париже. В 1947 году стал обладателем золотой медали чемпионата мира. В 1948 году завоевал золотую медаль на Олимпийских играх в Лондоне. В 1949 и 1950 годах становился серебряным призёром чемпионата мира. На чемпионате мира 1951 года вновь стал обладателем золотой медали. В 1952 году завоевал золотую медаль на Олимпийских играх в Хельсинки. В 1953 году вновь стал чемпионом мира. На чемпионате мира 1954 года завоевал серебряную медаль.